# ۲۲۲ (میلادی)
۲۲۲ (میلادی) دویست و بیست و دومین سال تقویم میلادی است.

## درگذشتگان
‎